# General Store-Essegibi-F.lli Curia
La General Store-Essegibi-F.lli Curia è una squadra maschile italiana di ciclismo su strada con licenza Continental.
Attiva dal 2010 come diretta erede della storica V.C. Mantovani di Rovigo fondata nel 1953, ha sede a Sant'Ambrogio di Valpolicella ed è diretta dall'ex professionista Giorgio Furlan. Ha vinto diverse gare dello Europe Tour: nel 2014 la Coppa della Pace con Luca Ceolan, nel 2018 la Ruota d'Oro con Samuele Zoccarato, nel 2019 il Trofeo Città di Brescia con Daniel Smarzaro, nel 2021 il Trofeo Alcide De Gasperi con Riccardo Lucca. Dal 2020 è attiva come formazione Continental.

## Cronistoria

### Annuario
| Anno | Codice | Nome                                  | Cat.        | Biciclette  | Dirigenza |
| ---- | ------ | ------------------------------------- | ----------- | ----------- | --- |
| 2010 | -      | Mantovani Cycling Team-Cicli Fontana  | Elite 2     | Fontana     | Dir. sportivi: Roberto Ceresoli, Angelo Ferrari |
| 2011 | -      | Mantovani Cycling Team-Cicli Fontana  | Elite 2     | Fontana     | Dir. sportivi: Simone Bertoletti, Roberto Ceresoli, Angelo Ferrari                                                                                        |
| 2012 | -      | General Store-Mantovani-Cicli Fontana | Elite 2     | Fontana     | Dir. sportivi: Simone Bertoletti, Roberto Ceresoli, Angelo Ferrari                                                                                        |
| 2013 | -      | General Store-Zardini-Imedlago-Merida | Elite 2     | Merida      | Dir. sportivi: Simone Bertoletti, Roberto Ceresoli, Angelo Ferrari                                                                                        |
| 2014 | -      | General Store-Bottoli-Zardini         | Elite 2     | Merida      | Dir. sportivi: Simone Bertoletti, Roberto Ceresoli, Angelo Ferrari                                                                                        |
| 2015 | -      | General Store-Bottoli-Zardini         | Elite 2     | Liotto      | Dir. sportivi: Simone Bertoletti, Roberto Ceresoli, Angelo Ferrari                                                                                        |
| 2016 | -      | General Store-Bottoli-Zardini         | Elite 2     | Guerciotti  | Dir. sportivi: Simone Bertoletti, Roberto Ceresoli, Angelo Ferrari                                                                                        |
| 2017 | -      | General Store-Bottoli-Zardini         | Elite 2     | Guerciotti  | Dir. sportivi: Simone Bertoletti, Roberto Ceresoli, Marco Gemin                                                                                           |
| 2018 | -      | General Store-Bottoli                 | Elite 2     | Bianchi     | Dir. sportivi: Giorgio Furlan, Roberto Ceresoli, Angelo Ferrari                                                                                           |
| 2019 | -      | General Store-Essegibi-F.lli Curia    | Elite 2     | Specialized | Dir. sportivi: Giorgio Furlan, Roberto Ceresoli |
| 2020 | GEF    | General Store-Essegibi-F.lli Curia    | Continental | Specialized | Manager: Alessandro Spiniella Dir. sportivi: Giorgio Furlan, Renato Caramel, Roberto Ceresoli                                                             |
| 2021 | GEF    | General Store-Essegibi-F.lli Curia    | Continental | Specialized | Manager: Alessandro Spiniella Dir. sportivi: Giorgio Furlan, Renato Caramel                                                                               |
| 2022 | GEF    | General Store-Essegibi-F.lli Curia    | Continental | Specialized | Manager: Alessandro Spiniella Dir. sportivi: Giorgio Furlan, Renato Caramel, Paolo Rosola                                                                 |
| 2023 | GEF    | General Store-Essegibi-F.lli Curia    | Continental | Specialized | Manager: Alessandro Spiniella Dir. sportivi: Paolo Rosola, Roberto Vigni                                                                                  |
| 2024 | GEF    | General Store-Essegibi-F.lli Curia    | Continental | Specialized | Manager: Alessandro Beghini Dir. sportivi: Paolo Rosola, Pierangelo Benvenuti, Roberto Vigni, Alessandro Orlandi, Giancarlo Raimondi, Alessandro Spinella |
| 2025 | GEF    | General Store-Essegibi-F.lli Curia    | Continental | Specialized | Manager: Daniele Calosso Dir. sportivi: Pierangelo Benvenuti, Giancarlo Raimondi, Paolo Rosola, Alessandro Spinella                                       |

## Organico 2025
Aggiornato al 14 agosto 2025.

### Staff tecnico
|  | Naz.              | Ruolo | Sportivo             |  |  |  |
|  | ----------------- | ----- | -------------------- |  |  |  |
|  | Italia (bandiera) | GM    | Daniele Calosso      |  |  |  |
|  | Italia (bandiera) | DS    | Pierangelo Benvenuti |  |  |  |
|  | Italia (bandiera) | DS    | Giancarlo Raimondi   |  |  |  |
|  | Italia (bandiera) | DS    | Paolo Rosola         |  |  |  |
|  | Italia (bandiera) | DS    | Alessandro Spinella  |  |  |  |

### Rosa
|  | Naz.                 |  | Sportivo             | Anno |  |  |
|  | -------------------- |  | -------------------- | ---- |  |  |
|  | Eritrea (bandiera)   |  | Aklilu Arefayne      | 2004 |  |  |
|  | Danimarca (bandiera) |  | Kevin Biehl          | 2004 |  |  |
|  | Italia (bandiera)    |  | Riccardo Biondani    | 2005 |  |  |
|  | Italia (bandiera)    |  | Tommaso Bosio        | 2006 |  |  |
|  | Italia (bandiera)    |  | Matteo Cettolin      | 2005 |  |  |
|  | Italia (bandiera)    |  | Domenico Cirlincione | 2003 |  |  |
|  | Italia (bandiera)    |  | Michele Daffini      | 2005 |  |  |
|  | Italia (bandiera)    |  | Thomas Gamba         | 2006 |  |  |
|  | Danimarca (bandiera) |  | Alfred Grenaae       | 2004 |  |  |
|  | Danimarca (bandiera) |  | Dennis Lock          | 2002 |  |  |
|  | Italia (bandiera)    |  | Alessio Menghini     | 2004 |  |  |
|  | Italia (bandiera)    |  | Diego Nembrini       | 2006 |  |  |
|  | Italia (bandiera)    |  | Kevin Pezzo Rosola   | 2002 |  |  |
|  | Italia (bandiera)    |  | Cristian Remelli     | 2006 |  |  |
|  | Italia (bandiera)    |  | Thomas Rossetti      | 2005 |  |  |